# Cap Taillat
Cap Taillat is een kaap en schiereiland aan de Middellandse Zee nabij de Franse stad Ramatuelle, op het schiereiland van Saint-Tropez.
Het schiereiland is ongeveer 800 m lang en op het hoogste punt 65 m hoog. Het is verbonden met het vasteland door een zandige landengte van bijna 100 m lang, die vooral bij zware zee overstroomt. Op de top van het schiereiland zijn ruïnes te vinden van oude kustverdedigingswerken uit het begin van de 19e eeuw.

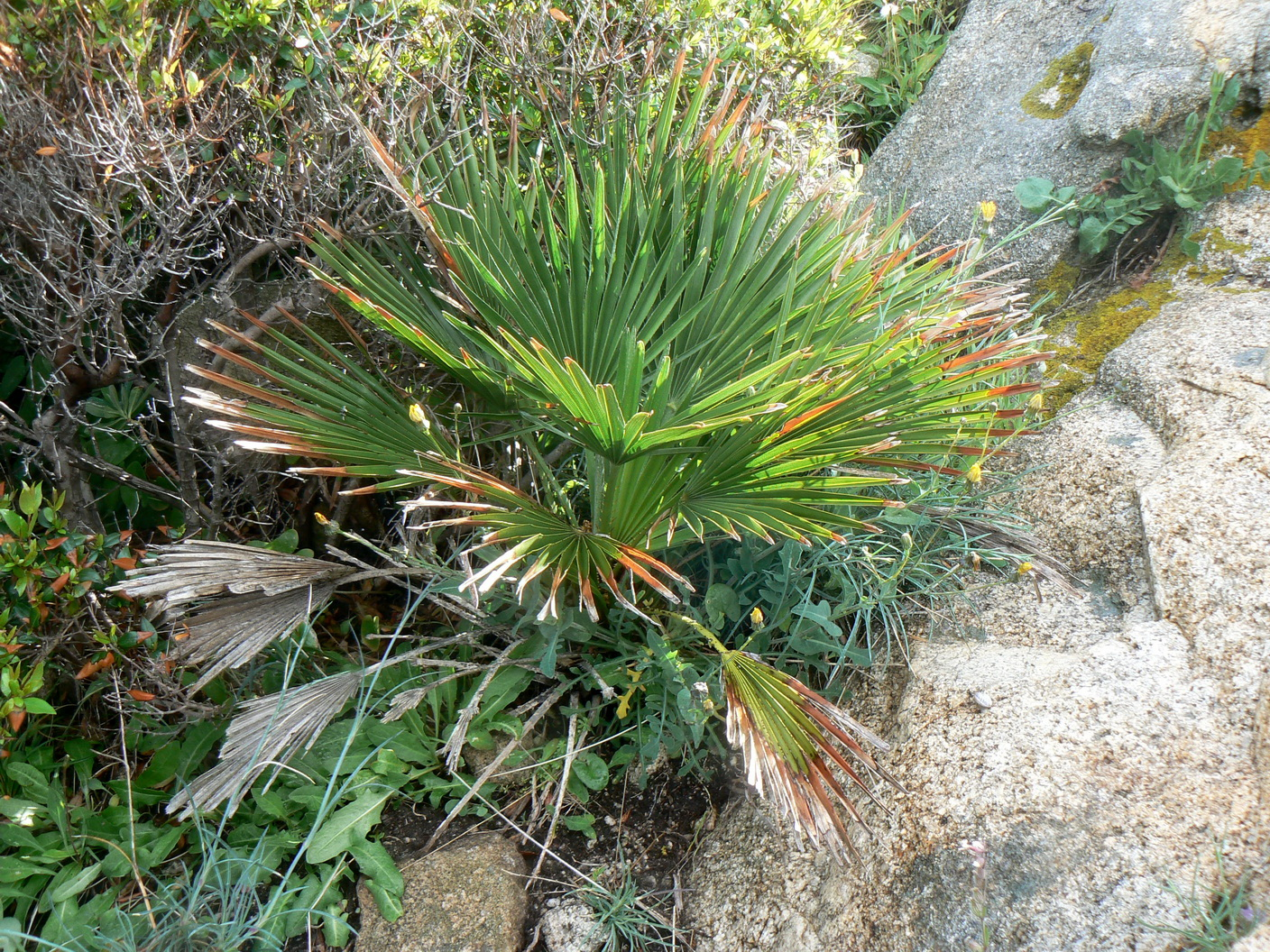
Europese dwergpalm, Cap Taillat

De vegetatie bestaat voornamelijk uit maquis en gemengd bos, maar telt ook een aantal halofielen (zoutminnende soorten) zoals de plaatselijk veel voorkomende witte struikwondklaver (Anthyllis barba-jovis). Cap Taillat is een van de weinige plaatsen in Frankrijk waar de Europese dwergpalm (Chamaerops humilis), de enige Europese palmsoort, in het wild kan worden aangetroffen. Op de landengte, die het schiereiland verbindt met de wal, kan de zeldzame strandnarcis (Eryngium maritimum) aangetroffen worden.
De kaap kan te voet bereikt worden via een wandelpad dat begint bij het strand van Gigaro nabij La Croix-Valmer, over Cap Lardier heen gaat en via de Baie de Briande bij Cap Taillat uitkomt. Het pad loopt nog verder naar Plage de l' Escalet, het strand van Ramatuelle.
Vlak bij Cap Taillat bevindt zich het Pointe de la Douane, een oud wachtlokaal, eveneens uit het begin van de 19e eeuw, gebouwd onder Napoleon Bonaparte om de troepen te huisvesten die een Engelse invasie moesten verhinderen. Iets verder het binnenland in zijn de resten te vinden van een kleine dolmen uit 4.500 v.Chr., de Dolmen de la Baie de Briande.
Omwille van de uitzonderlijke rijkdom van de kaap en de zee errond, is het gebied sinds 2003 opgenomen in het natuurgebied Cap Lardier - Cap Taillat - Cap Camarat, onder bescherming van het Conservatoire du littoral.